# 感応寺 (和歌山市)
感応寺（かんのうじ）は、和歌山県和歌山市鷹匠町にある日蓮宗の寺院。山号は、常住山。日蓮の分骨を祀ることから南海身延と呼ばれる。静岡市葵区の感応寺、鳥取県米子市の感応寺とならび日本法華三感応寺の一つ。旧本山は身延山久遠寺、奠師法縁。

## 歴史
元和5年（1619年）、日陽が、徳川家康と側室、養珠院の子である紀州徳川頼宣の外護により駿河感応寺を分寺し創建、勧請開山は立正大師日蓮の高弟（六老僧）の日向、中興に日朝。

## 文化財

### 和歌山県指定文化財
- 有形文化財
  - 感應寺 2棟（建造物） - 2022年（令和4年）3月18日指定[1]。
    - 七面堂本殿（旧三十番神堂） 1棟
    - 七面堂拝殿 1棟

## 旧末寺
日蓮宗は昭和16年に本末を解体したため、現在では、旧本山、旧末寺と呼びならわしている。
- 常唱山一乗院（和歌山市鷹匠町）塔頭
- 妙圓山本行院（和歌山市鷹匠町）塔頭
- 本法山隆昌寺（紀の川市貴志川町長山）
- 萬部山本久寺（和歌山市毛見）

## 参考資料
- 日蓮宗寺院大鑑編集委員会『宗祖第七百遠忌記念出版 日蓮宗寺院大鑑』 大本山池上本門寺 (1981年)